# Шамбер, Нина Александровна
Нина Александровна Шамбер (15 сентября 1947) — советская и российская театральная актриса, народная артистка России (2005), солистка Свердловского театра музыкальной комедии.

## Биография
Родилась 15 сентября 1947 года в городе Петропавловске-Камчатском.
В 1968 году завершила обучение во Владивостокском музыкальном училище, окончила вокальное отделение.
С 1968 по 1969 годы работала солисткой Приморской краевой филармонии города Владивостока. В 1970 году переезжает в Волгоград, до 1973 года солистка Волгоградской филармонии. В 1973 году начинает работать в Свердловском государственном академическом театре музыкальной комедии. Сначала артистка хора, а в 1975 году становится солисткой Театра.

## Семья
- Супруг - Алексей Шамбер, народный артист Российской Федерации.

## Награды
- Народная артистка России (21.02.2005).
- Заслуженная артистка России (04.12.1993).
- Лауреат Премии Губернатора Свердловской области «За выдающиеся достижения в области литературы и искусства» (Екатерина II, «Екатерина Великая»; г. Екатеринбург, 2009).
- Первый стипендиат Ежегодной именной внутритеатральной стипендии имени н.а. РСФСР Н.А. Энгель-Утиной (2010).
- Лауреат Премии имени Анатолия Маренича (2020).

## Работы в театре
Свердловский театр музыкальной комедии - театральная работа
- "Графиня Марица" - Маня;
- "Бабий бунт" - Марфа;
- "Парк советского периода" - Ольга Ивановна;
- "Храни меня, любимая" - Мама;
- "Екатерина Великая" - Императрица Екатерина II;
- "Тетка Чарли" - Донна Люция де Альвадорес;
- "Принцесса цирка" - Каролина;
- "Как вернуть мужа" - Бэтси;
- "Цыган-премьер" - Графиня Ирини;
- "Скрипач на крыше" - Фруме-Сорэ;
- "Цыганская любовь" - Илона;
- "Фраскита";
- "Прекрасная Елена";
- "Летучая мышь" - Розалинда;
- "Баядера";
- "Звёзды театра сияют для вас...";
- "Стряпуха";
- "Ужасная девчонка";
- "Полоса препятствий";
- "О, милый друг!";
- "Искусство быть женщиной";
- "Нищий студент";
- "Стакан воды".